# Csonyo Vaszilev
Csonyo Dimitrov Vaszilev (bolgár cirill betűkkel: Цoньo Димитpoв Вacилeв; Targoviste, 1952. január 7. – Sumen, 2015. június 2.) bolgár válogatott labdarúgó. 

## Pályafutása

### Klubcsapatban
Pályafutását a Volov Sumen csapatában kezdte 1970-ben. Három évvel később, 1973-ban a CSZKA Szofijaba igazolt, ahol nyolc szezont játszott. Négyszeres bolgár bajnok és egyszeres kupagyőztes.

### A válogatottban
1973 és 1981 között 42 alkalommal szerepelt a bolgár válogatottban és 2 gólt szerzett. Részt vett az 1974-es világbajnokságon.

## Sikerei, díjai
CSZKA Szofija
- Bolgár bajnok (4): 1974–75, 1975–76, 1979–80, 1980–81
- Bolgár kupa (1): 1973–74